# 프라이데이 나이트 펑킨의 등장인물
아래 목록은 코미디 비디오 게임 《프라이데이 나이트 펑킨》의 등장인물을 정리한 목록이다.

## 남자친구

보프/남자친구/보이프렌드/BF등으로 불리는 본작의 주인공이다. 나이는 19세로, 대학교를 중퇴한 래퍼이다. 파란 머리카락을 가졌으며, 빨간색 '금지' 표지판이 인쇄된 하얀 티셔츠에 청바지를 입고있다. 또한 빨간색 스니커즈를 신고 빨간 모자를 쓴다.
번개를 무서워해 Week 2에서 번개가 칠 때마다 불쾌한 얼굴을 보이며 '여자친구'와 꾸준히 교제하려고 '여자친구'의 아버지인 대디 디어레스트와 어머니인 마미 미어레스트를 포함한 여러 적들과 랩 배틀을 한다. 바보라는 설정 때문에 자신이 총에 맞아 죽을 위기에 처하거니 말거니 괴물에게 잡아 먹히거니 말거니 랩 배틀 아니면 신경을 안 쓰는 걸로 추측된다.
원래 뮤지션을 즐기지 않는 성격이라고 한다.
만우절 업데이트로 인해 잠시 피코의 학교에 나온적도 있고 무시무10월에서 스키드와 펌프가 해피펠라 인형을 사러갔을 때 잠깐 인형으로 등장한 적도 있다.

## 여자친구

걸프/여자친구/걸프렌드/GF등으로도 불리는 '남자친구'의 애인으로 19세이다. 적갈색 장발을 가지고 있으며, 빨간 드레스를 입고 하이힐을 착용하고 있다. 언제나 뒤에서 스피커 상부에 앉아 다리를 꼬고 있으며 모든 노래의 BPM을(머리로) 재는 역할을 한다. '남자친구'의 미스 판정이 나면 동시에 우는 표정을 보인다.
남자친구와 똑같이 번개를 무서워하는 성격이라서 Week 2에서 번개가 칠 때 겁을 내는 기색을 보인다. 외모만 보았을 때 평범한 사람이지만 Week 7 3페이즈에서 게임 오버되었을 때 부모와 똑같이 악마인 것을 알 수 있다. 그리고 Week 7 3페이즈가 나올때 눈이 빨간색으로 번쩍린다. 보프와 같이 바보라는 설정이 있다.

## 대디 디어레스트

Week1에서의 모습

Week 1의 1~3페이즈, Week 5의 1~2 페이즈에서 등장. 대디 디어레스트/아빠/장인어른/DD 등으로 불린다. 여자친구의 아버지로, 전직 록스타이다. 악마인 설정답게 인간인 남자친구와 달리 연보라색 피부를 지니며, 눈동자가 붉게 빛나는 검은 눈을 가지고 있고 검은 장화를 신었다.
악마인 데다가 피해자도 있어 꽤 막강한 힘을 지니고 있을거라 추정된다.

남자친구(보프)와 자신의 딸인 여자친구(걸프)의 연애를 반대하고 있으며 딸바보라는 설정이 있다.

## 스키드와 펌프

스키드(상단)와 펌프(하단)

스키드와 펌프(Skid & Pump)는 Week 2의 1~2페이즈에서 등장하며 게임 플레이어 사이에선 주로 '스푸키즈'(Spookeez)라 불린다. 멕시코인 유튜버 Sr Pelo가 제작한 영상 시리즈 《무시무10월》에서 온 게스트 캐릭터이다. 할로윈 변장을 한 작은 몸집을 지닌 어린아이들로 해골 가면을 쓴 스키드와 호박 가면을 쓴 펌프로 이루어진 콤비이다.
펌프의 머리에 스키드가 타고 있으며 둘이서 하나의 마이크를 공유하고 서로 교대하면서 노래를 부른다. 노래를 부르지 않을 때는 '무시무시 댄스'를 추는데 그 댄스는 원작 《무시무10월》에서 유래되었다.

## 괴물 (몬스터)

Week 2, Week 5 3페이즈에서 등장. 원래 Week 2 3페이즈에 정식 등장할 예정이었지만 시간 문제로 출시하지 못하고 더미 데이터로 남아 Week 7 업데이트 이전 Week 2에서 디버그를 사용해 만날 수 있었다.
'Lemon Demon'(레몬 데몬)이라는 팬애칭으로도 불린다. 머리는 레몬처럼 생겼고, 몸은 새까맣고, 손가락은 2개이다. 본 작품에서 유일하게 영어로 노래하는 캐릭터이지만 노래의 가사는 괴물을 연상케 하는 내용의 암울하고 잔인한 가사이다.

## 피코

Week 3에서 등장. 뉴그라운즈의 원조 간판격인 캐릭터이며, 《프라이데이 나이트 펑킨》에서는 20세이다. 주황색 머리카락을 가지며 녹색 옷을 입고 왼손에 총을 든다. 대표작인 《피코의 학교》에서의 사건의 영향으로 조현병이 생겨 항상 총을 들고 다니지 않으면 마음을 놓을 수 없게 된다. 게임에서 들고다니는 총은 기관단총인 MAC-10이다.
대디 디어레스트가 랩 배틀에서 자신을 지게 만든 사람인 '남자친구'를 쓰러뜨리라는 지시를 받지만 피코와 남자친구는 과거 전 연인이었고 남자친구를 도와주는 대신 랩 배틀을 하게 된다.
발음이 뭉개지긴 하지만 영어를 구사하며, 실제 사람 kawai sprite가 녹음한 파일을 수정한 것이기에 곡 중간중간 숨소리가 들린다.
Week 7 3페이즈에서는 전차병(탱크맨의 근위병)에게 피해를 입을 뻔한 여자친구를 도와 곡의 중반에 자신을 향해 오는 전차병을 박자에 맞춰 총으로 마구 쏘아댄다. 이때는 양손에 총을 들고있으며 탄창도 꽤 많은 듯 하다.

## 마미 머스트 머더

Week 4에서의 모습

Week 4의 1~3페이즈, Week 5의 1~2 페이즈에서 등장. 마미 미어리스트/엄마/장모님/MM 등으로 불린다. 여자친구의 모친으로, 대디 디어레스트와 비슷하게 분홍색~보라색 피부를 가지며, 눈동자가 붉게 빛나는 검은 눈을 가지고 있고, 끝이 뾰족한 적갈색 머리가 특징적인 외모이다. 빨간 드레스 위에 검은 재킷을 입고 있다.
Week 4에서 주행하는 리무진 위에서 남자친구와 랩 배틀로 대결한다.
대디 디어레스트와 동일하게 남자친구(보프)와 여자친구(걸프)의 연애를 반대해 랩배틀을 하는 것으로 추정된다. 여자친구(걸프)의 엄마이며 대디 디어리스트의 아내이다.

## 센파이

1페이즈에서의 센파이

Week 6에서 등장. 18세이다. 센파이/선배 등으로 불리며 게임속이란 설정답게 32비트풍의 그림체로 그려진다.(같은 스테이지에서 남자친구와 여자친구 역시 32비트풍의 그림체가 된다.) 금발머리로, 푸른 셔츠에 넥타이를 맸으며, 회색 바지를 입고 있다.

영혼

1~2페이즈 후 컷씬에서 센파이의 몸에서 별개의 존재인 '영혼/스피릿'이 발현된다. 자세한 사연은 알 수 없으나, 대디 디어레스트에 의해 여자친구(걸프)가 자주 플레이하는 '연애 시뮬레이터'라는 게임에 갇혀 있으며, 남자친구(보프)의 몸을 이용해 게임을 탈출해 대디 디어레스트에게 복수하려고 랩배틀을 한 것으로 알려져 있다.

## 탱크맨

Week7에서 등장. JohnnyUtah가 만든 웹 애니메이션 《Tankmen》에서 온 게스트 캐릭터로, 뉴그라운즈 로고의 전차를 타고 있는 캐릭터이다. 나이는 30대 초반. 피부, 고글, 조끼가 하얀색이며 그 외에는 검은색이어서 흑백 배색을 가지고 있다.
컷신에서 영어로 이야기하는데 목소리를 담당한 사람은 《Tankmen》의 제작자 본인이다. 남자친구(보프)를 죽여야 한다고 말하지만 자신이 너무 한가하다는 이유로 랩 배틀을 시작한다.

## Red Imposter
보프와걸프가 데이트를 나누고 있는데 레드 임포스터가 총을쏘며 등장한다.(업데이트 전 에는 밴트를 이용해 등장했다.) 걸프가 확신기를 들자 레드 임포스터가 확신기를 먹어버린다.(이 모습은 0.25 배속으로 봐야 볼 수 있다.)그 모습을본 보프는 마이크를 던지며 레드 임포스터가 기절하면서 랩배틀이 시작된다. 원작은 Among Us이다.

### 내용주
1. ↑  한국 나이로 20, 21살 정도이다.
2. ↑   피해자로 확인된 인물은 Week 6, 스피릿이 있다.
3. ↑  이러한 설정이 있는 만큼 프라이데이 나이트 펑킨에선 동성애자이다.

[[분류:비디오 게임 등장인물 목록]